# Ємельянов Олександр Васильович
Олександр Васильович Ємельянов-Сурік (нар. 24 жовтня 1892 — 29 серпня 1938) — радянський діяч. Полковник. Член Всеукраїнського Центрального Виконавчого Комітету ВУЦВК.

## Життєпис
Народився 24 жовтня 1892 року в місті Тифліс. З сім'ї потомственого почесного громадянина. Закінчив 4-ю Тифліську гімназію, Військову академію РСЧА (вересень 1921 — серпень 1924), загальновійськове відділення КУКС при Військовій академії ім. М. В. Фрунзе (листопад — грудень 1927), оперативний факультет тієї ж Академії (1932—1933). Володів німецькою мовою.
Активіст революційного руху, навчався на медичному факультеті Харківського університету, в березні 1917 увійшов до складу загальноміського парткому Харкова, потім став його головою, в грудні на 1-му Всеукраїнському з'їзді Рад обраний в ЦВК Рад України.
Учасник Жовтневої революції та Громадянської війни в Росії, Північному Кавказі, Західному і Південно-Західному фронтах, агресії проти України. Співробітник для доручень «штабу надзвичайного уповноваженого РРФСР т. Антонова» (грудень 1917 — січень 1918), член штабу Червоної гвардії Донбасу, 1-го Харківського пролетарського більшовицького полку (січень — березень 1918), завідувач політвідділом по боротьбі з контрреволюцією ревкому Донецького і Криворізького басейнів, воював у складі Бойового загону ім. Харківського комітету РКП(б), політпрацівник і червоноармієць бронепоїзда 5-ї армії (березень — листопад 1918).
Член колегії і заступник голови військового відділу Тимчасового робітничо-селянського уряду України (листопад 1918 — лютий 1919), Київський, Волинський, Харківський губвоєнком, помічник і заступник Харківського окружного воєнкома, врід воєнкома там же (лютий — жовтень 1919), воєнком 8-й стрілецької дивізії 16-ї армії, командир Таврійської бригади штабу внутрішньої охорони Харківського сектора (жовтень 1919 — липень 1920), в резерві комскладу, командир 14-ї дивізії (липень 1920 — травень 1921), помічник начальника оперативного відділу штабу 11-ї армії (травень — липень 1921), в резерві штабу Окремої Кавказької армії (липень — вересень 1921).
У розпорядженні РУ штабу РСЧА, в «секретної відрядженні» в Німеччині, потім військовий аташе при полпредстве СРСР в Австрії (вересень 1924 — вересень 1926).
Начальник штабу 18-ї Ярославської стрілецької дивізії, проходив стажування на посаді командира 52-го стрілецького полку (вересень 1926 — квітень 1929), начальник 3-го відділу 2-го організаційно-мобілізаційного управління штабу РСЧА (квітень 1929 — березень 1930) .
В резерві, помічник секретаря РНК СРСР (березень 1930 — квітень 1931), заступник начальника Технічного штабу начальника озброєнь РСЧА, помічник командира 14-ї стрілецької дивізії, в розпорядженні Головного управління РСЧА (квітень 1931 — травень 1933), заступник начальника Командного управління Головного управління РСЧА (липень 1933 — грудень 1934). 
Військовий аташе при полпредстве СРСР в Чехословаччині (грудень 1934 — травень 1936), в Туреччині (травень 1936 — червень 1937), відкликаний в СРСР 28.06.1937.
11 лютого 1938 року репресований. Реабілітований в 07 липня 1956 року.